# Kaptol (Kostel, Slovenija)
Kaptol je naselje u slovenskoj Općini Kostelu. Kaptol se nalazi u pokrajini Dolenjskoj i statističkoj regiji Jugoistočnoj Sloveniji. 

## Stanovništvo
Prema popisu stanovništva iz 2002. godine naselje je imalo 11 stanovnika.